# Luis Tristán

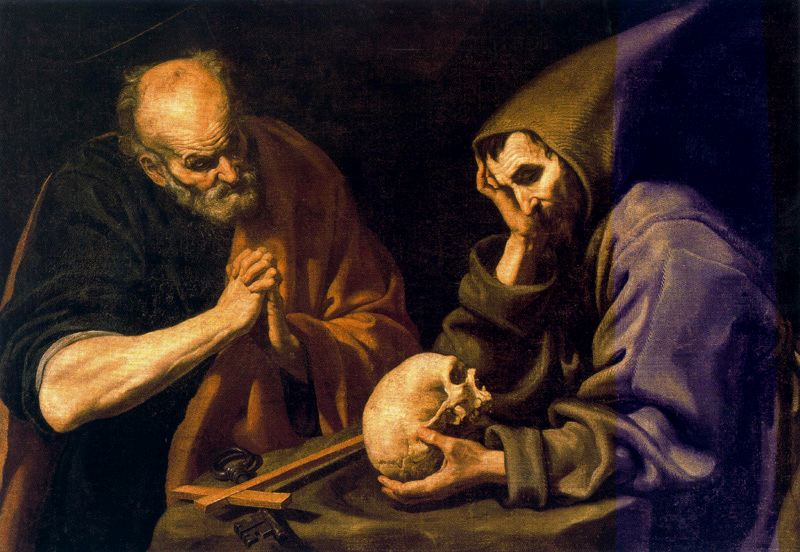
Św. Piotr i św. Franciszek

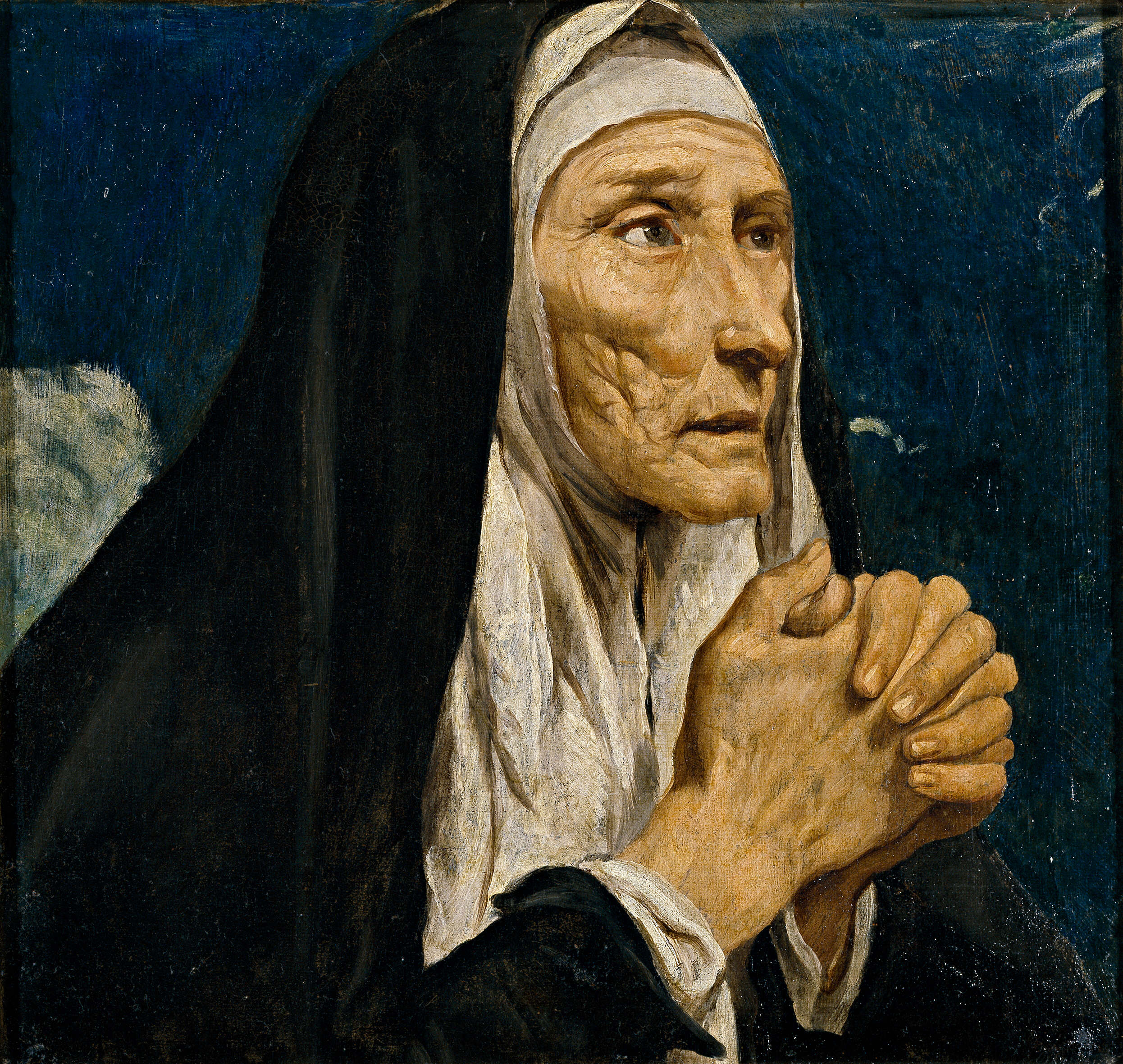
Św. Monika (1616)

Luis Tristán de Escamilla (ur. w 1586 w Toledo, zm. 7 grudnia 1624 tamże) – hiszpański malarz okresu manieryzmu.
W l. 1603–1606 uczył się w pracowni El Greca. Przez jakiś czas (prawdopodobnie w l. 1606–1613) przebywał we Włoszech. Przyjaźnił się z synem El Greca, Jorge Manuelem Theotocopoulosem. Malował obrazy religijne i portrety. Pozostawał pod wpływem El Greca i Caravaggia.

## Twórczość
- Portret Lope de Vegi -  1614, 66 x 70 cm, Ermitaż, Sankt Petersburg
- Św. Monika -  1616, 42 x 40 cm, Prado, Madryt
- Portret kardynała Bernardo de Sandoval y Rojas -  1618-1619, Toledo
- Hołd Trzech Króli -  1620, 232 × 115 cm, Muzeum Sztuk Pięknych w Budapeszcie
- Pokłon pasterzy -  1620, Fitzwilliam Museum, Cambridge
- Ostatnia Wieczerza -  1620-24, 107 x 164 cm, Prado, Madryt
- Portret karmelity -  Prado, Madryt
- Portret malarza -  Prado, Madryt
- Św. Antoni -  167 x 110 cm, Prado, Madryt
- Św. Antoni Padewski -  Museo de Bellas Artes, Sewilla
- Św. Bartłomiej –  Museo de Santa Cruz, Toledo
- Św. Ludwik dający jałmużnę -  Luwr, Paryż
- Św. Piotr -  Muzeum Narodowe w Poznaniu
- Św. Sebastian -  Katedra w Toledo
- Święta Rodzina -  Institute of Arts, Filadelfia
- Wizja św. Franciszka z Asyżu -  125 x 104 cm, Luwr, Paryż
- Zwiastowanie -  Katedra w Toledo
- Zesłanie Ducha Świętego -  183 x 110 cm, Muzeum Sztuk Pięknych w Bukareszcie
- Niepokalane Poczęcie -  Muzeum Sztuk Pięknych w Sewilli